# Julia Gillard

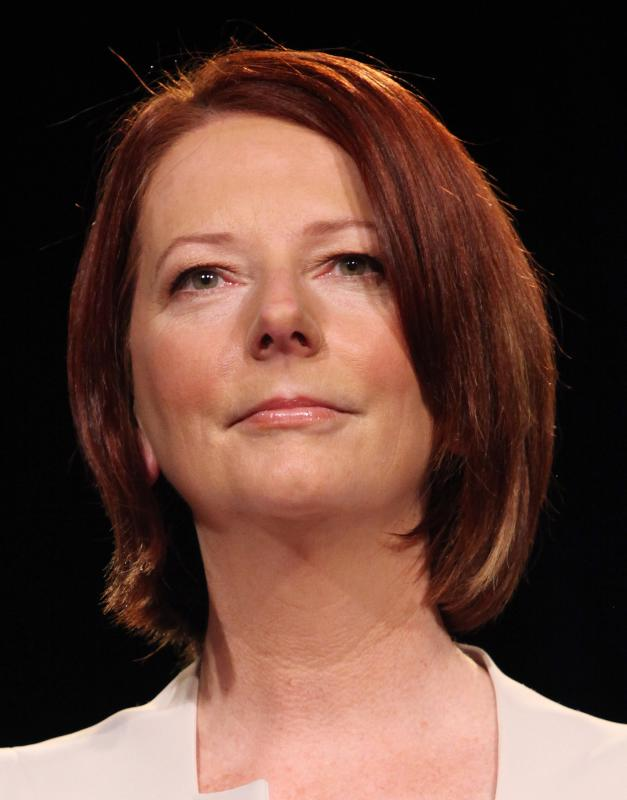
Julia Gillard

Julia Eileen Gillard [ˈgɪlaːd] (* 29. September 1961 in Barry, Wales, Vereinigtes Königreich) ist eine ehemalige britisch-australische Politikerin der Australian Labor Party und war vom 24. Juni 2010 bis zum 26. Juni 2013 die Premierministerin Australiens.
Die Rechtsanwältin gehörte von 1998 bis 2013 dem australischen Parlament an und war von 2007 bis 2010 Ministerin für Bildung, Arbeit und sozialen Ausgleich. Sie war im Amt des Premierministers die erste Frau, die erste unverheiratete und seit Billy Hughes die erste nicht in Australien geborene Person.

## Persönliches
Sie ist die Tochter von John Gillard († 2012) und von Moria, geborene Mackenzie. Ihr Vater arbeitete als Pfleger in einer psychiatrischen Klinik und ihre Mutter in der Heilsarmee.
1966 wanderte ihre Familie nach Australien aus und siedelte sich in Adelaide an. In Australien erhielt sie 1974 die australische Staatsbürgerschaft, die britische gab sie mit Eintritt ins Parlament im Jahr 1998 ab. Sie und ihre drei Jahre ältere Schwester Alison gingen in Mitcham, einem Stadtteil von Adelaide, in die Mitcham Demonstration School. Julia Gillard ging anschließend zur Unley High School.

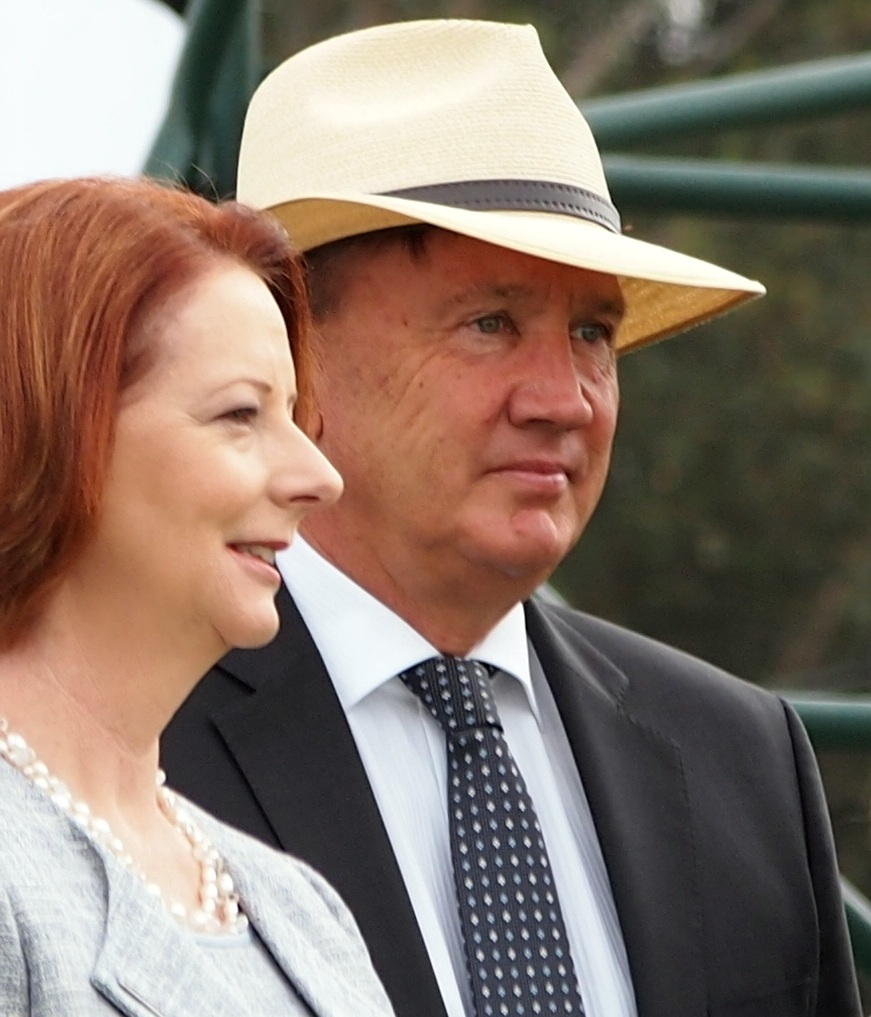
Julia Gillard und Tim Mathieson (Januar 2013)

 Julia Gillard ist unverheiratet, kinderlos und lebt in Melbourne. Seit 2006 ist sie mit Tim Mathieson liiert, der den Beruf eines Friseurs ausübt. Julia Gillard, die als Kind in einer baptistischen Gemeinschaft war, bezeichnet sich heute als Atheistin.

## Beruflicher Werdegang
Gillard studierte an der University of Adelaide und später an der University of Melbourne, wo sie 1986 in Geisteswissenschaft und Rechtswissenschaften graduierte. 1987 erhielt Gillard eine Anstellung als Rechtsanwältin bei der Kanzlei Slater & Gordon in Werribee und war dort auf Arbeitsrecht spezialisiert. 1990 wurde sie Partnerin in der Anwaltskanzlei.

## Politik

### Karrierebeginn
1983 wurde Julia Gillard die zweite weibliche Vorsitzende der Studentengewerkschaft Australian Union of Students. Zudem war sie in der Führung des Socialist Forum. Von 1996 bis 1998 gehörte sie zum Personal des seinerzeitigen Oppositionsführers und späteren Ministerpräsidenten des südostaustralischen Bundesstaates Victoria John Brumby. Sie war dabei unter anderem für die Festlegung einer Frauenquote bei den Kandidaten der Labor Party verantwortlich.
Im Oktober 1998 wurde Gillard erstmals als Abgeordnete der Australian Labor Party ins australische Unterhaus gewählt. Sie wurde für den Wahlkreis von Lalor, Victoria gewählt. Von 2001 bis 2003 war sie bei der damals in Opposition befindlichen Labor Party Schattenministerin für Bevölkerungsfragen und Einwanderung und von 2003 bis 2006 für Gesundheit. Nachdem Kevin Rudd in Nachfolge von Kim Beazley Oppositionsführer geworden war, übernahm Gillard die Position als dessen Stellvertreterin und wurde Schattenministerin für Arbeit.
Nach dem überwältigenden Wahlsieg von Labor um Kevin Rudd bei den Bundeswahlen am 24. November 2007 wurde sie Stellvertretende Ministerpräsidentin sowie Ministerin für Bildung, Arbeit und sozialen Ausgleich. Dort war ihre Hauptaufgabe die Arbeitsmarktreformen der Ära des konservativen Ministerpräsidenten John Howard, die als WorkChoices bekannt wurden, zu einem großen Teil wieder rückgängig zu machen und zahlreiche Rechte von Arbeitnehmern und Gewerkschaften wiederherzustellen.

### Premierministerin
Die zunächst überwältigend positiven Umfragewerte von Ministerpräsident Rudd und der ALP verschlechterten sich im Lauf des ersten Halbjahres 2010 derart, dass ein Erfolg bei den für Ende des Jahres anstehenden Wahlen gefährdet schien. Am Abend des 23. Juni verdichteten sich Gerüchte, dass vor allem der rechte Parteiflügel eine umgehende Ablösung von Rudd betreibe. Gillard galt als Favoritin bei einer Herausforderung Rudds. Für den folgenden Morgen um 9:30 Uhr wurde eine Sitzung der parlamentarischen Fraktion der Labor Party einberufen und Gillard zu deren neuer Vorsitzender gewählt. Rudd stellte sich nicht zur Wiederwahl, nachdem ihn nur noch die „harte Linke“ unterstützt hatte.
Kurz nach ihrer Amtseinführung ersuchte sie die Generalgouverneurin um die Auflösung des Parlaments. Bei den darauf folgenden Wahlen am 21. August 2010 verzeichnete die Labor Party erhebliche Verluste, vor allem in Queensland und New South Wales, und verlor die Mehrheit im Unterhaus. Nach zähen Verhandlungen, die 17 Tage nach der Wahl endeten, konnte Gillard aufgrund der Unterstützung eines Grünen und dreier Unabhängiger auf eine Mehrheit von zwei Stimmen zählen und damit weiterregieren.
Als Premierministerin hat sie insbesondere zwei wichtige Großprojekte auf den Weg gebracht: den Aufbau eines Nationalen Breitbandnetzes (NBN) und – unter Bruch eines expliziten Wahlversprechens – die Einführung eines Emissionshandelssystems (ETS). Außerdem hat sie die Investitionen in Bildung und Ausbildung erhöht sowie einige gesundheits- und sozialpolitischen Projekten, wie beispielsweise die von Rudd begonnene Reform der Krankenhausfinanzierung, realisiert. Weltweite Beachtung fand das Werbeverbot für Tabakprodukte. Außerdem hat sie die bereits vor der Wahl vereinbarte Besteuerung von Profiten der Bergbauwirtschaft (MRRT) sowie die damit verbundene schrittweise Erhöhung der Arbeitgeberbeiträge zur individuellen Altersvorsorge geregelt. Kritisiert wurde, dass die MRRT aufgrund im Gesetz angelegter Schwächen im Finanzjahr 2012/2013 weniger als ein Zehntel der im Haushalt eingeplanten Einnahmen von 2 Milliarden Dollar generierte.
Eine besondere Herausforderung war im Januar 2011 die Bewältigung der Flutschäden in Queensland und New South Wales, bei der ihr allgemein ein effektives Krisenmanagement bescheinigt wurde. Ungelöst bleibt nach wie vor die durch Abschaffung der „Pacific Solution“ der Vorgängerregierung selbstgeschaffene Problematik in der Flüchtlingspolitik, nachdem die mit Malaysia getroffene Vereinbarung über den Tausch von Flüchtlingen vom High Court als verfassungswidrig erklärt wurde. Nach einer Analyse der Friedrich-Ebert-Stiftung hat sie bis Anfang 2012 ihre Wahlagenda im Wesentlichen legislativ umgesetzt.
Als Premierministerin war sie sexistischen Angriffen durch die in Opposition befindliche liberalkonservative Partei unter Führung von Tony Abbott ausgesetzt. So war anlässlich eines Spenden-Dinners der Liberal Party of Australia auf der Speisekarte zu lesen: „Julia Gillard: Wachtel mit kleinen Brüsten und fetten Schenkeln“. In einer Rede wehrte sie sich im Parlament gegen sexistische Angriffe. Diese Ansprache, die als Wutrede bezeichnet wird, wurde bei YouTube 3,3 Millionen Mal aufgerufen.

### Rücktritt
Gillard war während ihrer Amtszeit innerparteilich umstritten und musste sich drei Mal einer Abstimmung über die Parteiführung stellen. Am 26. Juni 2013 unterlag Gillard dabei ihrem Vorgänger Kevin Rudd. Gemäß den parlamentarischen Gepflogenheiten übergab sie auch das Amt des Premierministers an Rudd. Gillard hatte für den Fall einer Niederlage angekündigt, sich aus der Politik zurückzuziehen.
Von 2014 bis 2021 leitete sie die internationale Organisation Global Partnership for Education.